# Diocesi di Rando
La diocesi di Rando (in latino: Dioecesis Rhandensis) è una sede soppressa e sede titolare della Chiesa cattolica.

## Storia
Rando, forse identificabile con Tur Abdin nell'odierna Turchia, è un'antica sede episcopale della provincia romana della Mesopotamia nella diocesi civile d'Oriente. Faceva parte del patriarcato di Antiochia ed era suffraganea dell'arcidiocesi di Dara.
La sede non è menzionata da Michel Le Quien nell'opera Oriens Christianus. Tuttavia si trova recensita in una Notitia episcopatuum del VI secolo. Nessun vescovo è stato tramandato dalle fonti.
Dal 1933 Rando è annoverata tra le sedi vescovili titolari della Chiesa cattolica; la sede è vacante dal 27 ottobre 1995.

## Cronotassi dei vescovi titolari
- Juan Niccolai, O.F.M. † (20 febbraio 1944 - 16 agosto 1947 succeduto vescovo di Tarija)
- António Ferreira Gomes † (15 gennaio 1948 - 6 luglio 1949 succeduto vescovo di Portalegre)
- Wilhelm Weskamm † (12 ottobre 1949 - 29 maggio 1951 nominato vescovo di Berlino)
- Paul-Léon-Jean Chevalier † (21 agosto 1951 - 4 maggio 1959 succeduto vescovo di Le Mans)
- Jan Wawrzyniec Kulik † (15 luglio 1959 - 27 ottobre 1995 deceduto)